# London Critics’ Circle Film Award/Britischer technischer Verdienst
Von 1992 bis 1996 wurden bei den London Critics’ Circle Film Awards jährlich besondere, technische Verdienste eines Briten im Bereich des Films geehrt. Seit 2012 existiert die Kategorie London Critics’ Circle Film Award/Beste technische Leistung ohne Bezug auf die Nationalität.
Roger Deakins und Ken Adam gewannen je zweimal.

## Preisträger
Anmerkung: Die Preisverleihung bezieht sich immer auf Filme des vergangenen Jahres, Preisträger von 1996 wurden also für ihre Leistungen von 1995 ausgezeichnet.
| Jahr | Preisträger     | Verdienst als       | Film                                                                        |
| ---- | --------------- | ------------------- | --------------------------------------------------------------------------- |
| 1992 | Peter Greenaway | Regisseur           | Prosperos Bücher (Prospero’s Books)                                         |
| 1993 | Roger Deakins   | Kameramann          | Barton Fink                                                                 |
| 1994 | Ken Adam        | Produktionsdesigner | Die Addams Family in verrückter Tradition (Addams Family Values)            |
| 1995 | Roger Deakins   | Kameramann          | Hudsucker – Der große Sprung (The Hudsucker Proxy)                          |
| 1996 | Ken Adam        | Produktionsdesigner | King George – Ein Königreich für mehr Verstand (The Madness of King George) |